# Chentkaoes I
Chentkaoes I of Khentkaues I is een Oud-Egyptische koningin.

## Familie
Chentkaoes I was getrouwd met farao Sjepseskaf en kreeg drie zonen die allen farao werden volgens het Westcarpapyrus: 
- Oeserkaf
- Sahoere
- Neferirkare

Volgens een andere moderne opvatting was Chentkaoes I de moeder van Sahoere en Neferirkare en een gemaal van Oeserkaf.

## Graf
Koningin Chentkaoes I heeft haar eigen graf in Gizeh, Piramide G8400.

## Titels
- Dubbele koningin-moeder van een dubbele koning (Mwt-nsw-biti mwt-nsw-biti)